# Sophie Ecclestone
Sophie Ecclestone (* 6. Mai 1999 in Chester, Vereinigtes Königreich) ist eine englische Cricketspielerin, die seit 2016 für die englische Cricket-Nationalmannschaft spielt.

## Kindheit und Ausbildung
Ecclestone spielte von früher Jugend an Cricket. Mit 16 Jahren nahm sie im Rahmen eines Training-Camps an einer Tour nach Sri Lanka teil.

## Aktive Karriere
Mit 17 Jahren wurde sie für die Tour gegen Pakistan nominiert und spielte dort ihr erstes WTwenty20. Im Oktober 2016 spielte sie eine Tour in den West Indies und absolvierte dort ihr erstes WODI, bei dem sie beide Eröffnungs-Batter ausscheiden ließ. Im November 2017 auf der Tour in Australien gab sie auch ihr WTest-Debüt und konnte dabei 3 Wickets für 107 Runs erzielen. Ab dem Frühjahr 2018 konnte sie sich fest im Team etablieren. Gegen Indien konnte sie in der WODI-Serie zwei mal 4 Wickets erreichen (4/37 und 4/14), wobei sie im zweiten Spiel als Spielerin des Spiels ausgezeichnet wurde. Im Juni kam Südafrika nach England und sie konnte im zweiten WODI 3 Wickets für 54 Runs erzielen. Daran schloss sich eine Tour gegen Neuseeland an, bei der ihr im vierten WTwenty20 4 Wickets für 18 Runs und im zweiten WODI 3 Wickets für 14 Runs gelangen. Im November bestritt sie ihre erste Weltmeisterschaft bei der ICC Women’s World Twenty20 2018 und konnte da in fünf Spielen fünf Wickets erzielen.
Im Sommer 2019 erreichte sie im ersten WODI gegen die West Indies 3 Wickets für 30 Runs. Darauf folgten Begegnungen gegen Australien, bei denen sie in beiden Serien jeweils einmal 3 Wickets erzielte (3/34 und 3/22). Im Dezember 2019 bei der Tour gegen Pakistan in Malaysia konnte sie bei den WTwenty20s 3 Wickets für 21 Runs erreichen. Bei der ICC Women’s T20 World Cup 2020 in Australien konnte sie mit 3 Wickets für 7 Runs im entscheidenden Spiel gegen die West Indies eine wichtige Rolle beim Halbfinaleinzug der Mannschaft spielen. Jedoch schied das Team dort aus, nachdem das Spiel gegen Indien auf Grund von Regenfällen hatte abgesagt werden müssen.
Nach der Pause auf Grund der COVID-19-Pandemie konnte sie das nächste Mal bei der Tour gegen Indien im Sommer 2021 für Aufsehen sorgen. Im WTest konnte sie in beiden Innings jeweils 4 Wickets erzielen (4/88 und 4/118). In den WODIs konnte sie dann zwei Mal 3 Wickets (3/40 und 3/33), und in den WTWenty20s ebenfalls 3 Wickets für 35 Runs im dritten Spiel erreichen.